# Észak-Amerika országai

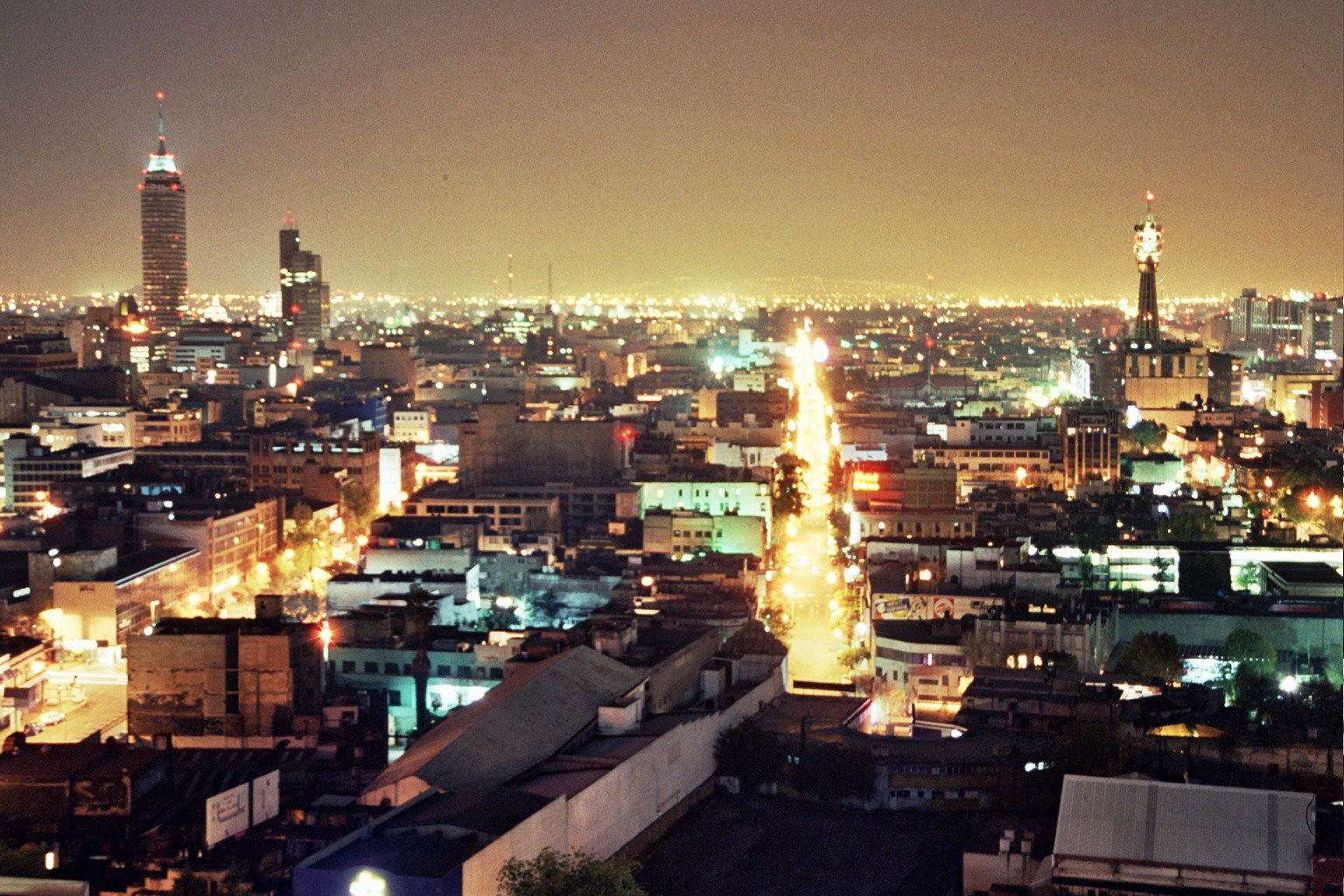
Mexikóváros, Mexikó fővárosa és a világ leggyorsabban növekvő metropolisza.

Észak-Amerikához (amely Közép-Amerikát és a karibi térséget is magába foglalja) 23 független ország tartozik + 17 egyéb terület. Az alábbi táblázat Észak-Amerika országainak területét, lakosságszámát, gazdasági helyzetét, és a fővárosuk (legnagyobb városuk) lakosságszámát tartalmazza az országok neve szerint rendezve.
A kontinens legnagyobb területű országa Kanada. A legnépesebb pedig az Amerikai Egyesült Államok, ahol a földrész lakosságának mintegy 60%-a él. A nagyobb országok közül a legnagyobb népsűrűségű El Salvador és Haiti, a legkisebb népsűrűségű pedig Kanada. Észak-Amerika két legnépesebb városa New York és Mexikóváros, mindkettő több mint 17 milliós lakossággal.
Az egy főre eső GDP alapján – a PPP (vásárlóerő) szerint számítva – Észak-Amerika leggazdagabb országa az Amerikai Egyesült Államok, a legszegényebbek pedig Haiti és Nicaragua. Az egész földrész átlagát tekintve Észak-Amerika a Föld legmagasabb gazdasági színvonalú kontinense.
Az országok lakossága a 2005-ös állapotokat mutatja, a fővárosok lakossága pedig a zárójelben megadott évre vonatkozik. Az adatok nem a közigazgatási városhatárokat, hanem az egybefüggő városterületet veszik figyelembe, amely a városhatároknál lehet szűkebb vagy tágabb is (agglomeráció). Azoknál az országoknál, ahol nem a főváros a legnagyobb város, zárójelben az ország legnépesebb városát is megadtuk.

## Független államok
| Ország                                | Terület (km²) | Lakosságszám 2005-ös adatok | Népsűrűség fő/km² | GDP/PPP USD/fő (2005) | Főváros (legnagyobb város) | Lakosságszám                      |
| Észak-Amerika                         | 24 506 524    | 518 000 000                 | 24                | 25 263                |                            |                                   |
| Amerikai Egyesült Államok             | 9 629 091     | 298 400 000                 | 33                | 41 800                | Washington (New York)      | 3 900 000 (2000) 17 800 000(2000) |
| Antigua és Barbuda                    | 443           | 69 000                      | 157               | 11 000 (2002)         | St. John's                 | 24 000 (2000)                     |
| Bahama-szigetek                       | 13 940        | 300 000                     | 30                | 18 800                | Nassau                     | 210 000 (2001)                    |
| Barbados                              | 431           | 280 000                     | 651               | 17 300                | Bridgetown                 | 110 000 (2000)                    |
| Belize                                | 22 966        | 290 000                     | 13                | 6 800                 | Belmopan (Belize City)     | 8 000 (2000) 49 000 (2000)        |
| Costa Rica                            | 51 100        | 4 100 000                   | 80                | 10 000                | San José                   | 1 100 000(2003)                   |
| Dominikai Közösség                    | 754           | 69 000                      | 92                | 5 500(2003)           | Roseau                     | 15 000 (2001)                     |
| Dominikai Köztársaság                 | 48 730        | 9 200 000                   | 190               | 6 500                 | Santo Domingo              | 2 000 000(2002)                   |
| Grenada                               | 344           | 90 000                      | 265               | 5 000 (2002)          | St. George's               | 7 500 (1999)                      |
| Guatemala                             | 108 890       | 12 300 000                  | 113               | 4 300                 | Guatemalaváros             | 1 500 000 (2001)                  |
| Haiti                                 | 27 750        | 8 300 000                   | 302               | 1 600                 | Port-au-Prince             | 2 000 000(2003)                   |
| Honduras                              | 112 090       | 7 300 000                   | 66                | 2 900                 | Tegucigalpa                | 750 000 (2001)                    |
| Jamaica                               | 10 991        | 2 800 000                   | 255               | 4 300                 | Kingston                   | 880 000 (2001)                    |
| Kanada                                | 9 984 670     | 33 100 000                  | 4                 | 32 800                | Ottawa (Toronto)           | 830 000 (2001) 4 400 000 (2001)   |
| Kuba                                  | 110 860       | 11 400 000                  | 103               | 3 300                 | Havanna                    | 2 200 000(2003)                   |
| Mexikó                                | 1 972 550     | 107 000 000                 | 56                | 10 000                | Mexikóváros                | 17 400 000(2000)                  |
| Nicaragua                             | 129 494       | 5 600 000                   | 46                | 2 800                 | Managua                    | 850 000 (1995)                    |
| Panama                                | 78 200        | 3 200 000                   | 42                | 7 300                 | Panamaváros                | 750 000 (2000)                    |
| Saint Kitts és Nevis                  | 261           | 39 000                      | 109               | 8 800 (2002)          | Basseterre                 | 13 000 (2001)                     |
| Saint Lucia                           | 616           | 170 000                     | 276               | 5 400 (2002)          | Castries                   | 11 000 (2001)                     |
| Saint Vincent és a Grenadine-szigetek | 389           | 120 000                     | 348               | 2 900 (2002)          | Kingstown                  | 16 000 (1999)                     |
| Salvador                              | 21 040        | 6 800 000                   | 329               | 5 100                 | San Salvador               | 1 300 000 (2000)                  |
| Trinidad és Tobago                    | 5 128         | 1 100 000                   | 208               | 12 700                | Port of Spain              | 49 000 (2000)                     |

## Az Amerikai Egyesült Államokkarib-tengerifüggő és társult területei
| Név                      | Terület (km²) | Lakosságszám2 2005-ös adatok | Népsűrűség fő/km² | GDP/PPP3 USD/fő (2005) | Székhely         |
| ------------------------ | ------------- | ---------------------------- | ----------------- | ---------------------- | ---------------- |
| Amerikai Virgin-szigetek | 352           | 110 000                      | 310               | 17 200 (2002)          | Charlotte Amalie |
| Navassa-sziget           | 5             | 0                            | 0                 | 0                      | -                |
| Petrell-szigetek         |               |                              |                   |                        |                  |
| Puerto Rico              | 9 104         | 3 900 000                    | 438               | 18 500                 | San Juan         |
| Serranilla-sziget        |               |                              |                   |                        |                  |

## Európai országok észak-amerikai függő területei
| Név                       | Az ország, amelyhez tartozik | Terület (km²) | Lakosságszám² 2005-ös adatok | Népsűrűség fő/km² | GDP/PPP3 USD/fő (2005) | Székhely      |
| ------------------------- | ---------------------------- | ------------- | ---------------------------- | ----------------- | ---------------------- | ------------- |
| Anguilla                  | Nagy-Britannia               | 102           | 13 000                       | 148               | 7 500 (2002)           | The Valley    |
| Aruba                     | Hollandia                    | 193           | 72 000                       | 373               | 28 000 (2002)          | Oranjestad    |
| Bermuda                   | Nagy-Britannia               | 53            | 66 000                       | 1 342             | 36 000 (2003)          | Hamilton      |
| Brit Virgin-szigetek      | Nagy-Britannia               | 153           | 23 000                       | 154               | 38 500 (2004)          | Road Town     |
| Curaçao                   | Hollandia                    | 444           | 141 766                      |                   | 20 567 (2009)          | Willemstad    |
| Grönland                  | Dánia                        | 2 166 086     | 56 000                       | 0,2               | 20 000 (2001)          | Nuuk          |
| Kajmán-szigetek           | Nagy-Britannia               | 262           | 45 000                       | 175               | 32 300 (2004)          | George Town   |
| Montserrat                | Nagy-Britannia               | 102           | 9 000                        | 94                | 3 400 (2002)           | Brades        |
| Saint-Barthélemy          | Franciaország                | 21            | 8 450                        | 402               |                        | Gustavia      |
| Saint-Martin              | Franciaország                | 53            | 33 102                       | 622               |                        | Marigot       |
| Saint-Pierre és Miquelon  | Franciaország                | 242           | 7 000                        | 29                | 7 000 (2001)           | Saint-Pierre  |
| Sint Maarten              | Hollandia                    | 34            | 40 917                       | 1001              | 15 400 (2008)          | Philipsburg   |
| Turks- és Caicos-szigetek | Nagy-Britannia               | 430           | 21 000                       | 49                | 11 500 (2002)          | Cockburn Town |

 -
 -

## Európai országok észak-amerikai területei
| Név            | Az ország, amelyhez tartozik | Terület (km²) | Lakosságszám2 2005-ös adatok | Népsűrűség fő/km² | GDP/PPP3 USD/fő (2005) | Székhely       |
| -------------- | ---------------------------- | ------------- | ---------------------------- | ----------------- | ---------------------- | -------------- |
| Bonaire        | Hollandia                    | 294           | 15 666                       | 53                |                        | Kralendijk     |
| Guadeloupe     | Franciaország                | 1 780         | 450 000                      | 257               | 7 900 (2003)           | Basse-Terre    |
| Martinique     | Franciaország                | 1 100         | 44 000                       | 412               | 14 400 (2003)          | Fort-de-France |
| Saba           | Hollandia                    | 13            | 1824                         | 140               |                        | The Bottom     |
| Sint Eustatius | Hollandia                    | 21            | 3543                         | 169               |                        | Oranjestad     |